# Peeters Publishers
La Peeters Publishers è una casa editrice fondata nel 1857 in Belgio, con sede attuale a Lovanio. Pubblica monografie, riviste accademiche e indici bibliografici in lingua inglese, francese e olandese, in modo particolare nell'ambito delle religioni, dell'archeologia e della linguistica.
Cura la Revue théologique de Louvain per conto dell'Università cattolica di Lovanio, che annualmente pubblica l'indice internazionale delle tesi di dottorato in teologia e diritto canonico.
Inoltre, pubblica l’International Philosophical Bibliography (in francese: Répertoire bibliographique de la philosophie), un indice bibliografico consultabile in 30 lingue dagli utenti abbonati, nato per censire le pubblicazioni relative alla storia della filosofia e la filosofia continentale. L'indice è alimentato ogni anno da 12.000 nuovi record bibliografici, con aggiornamenti trimestrali. Esso contiene più di 30.000 schede bibliografiche di autori, editori, traduttori, recensori e collaboratori di opere filosofiche, oltre a più di 3.000 commentari di testi filosofici veri e propri.
Fin dalla sua fondazione nel 1934, fu manutenuto e aggiornato dall'Istituto Superiore di Studi Filosofici dell'Università Cattolica di Lovanio.

## Riviste
L'editore Peeters Publishers pubblica le seguenti riviste:
- Cahiers de l'Institut de Linguistique de Louvain
- L'Information Grammaticale
- ITL International Journal of Applied Linguistics
- Journal asiatique'
- Le Muséon
- Persica
- Revue des études byzantines
- Revue des Études Juives
- Studia Patristica